# SIXTEEN (텔레비전 프로그램)
《SIXTEEN》은 2015년 엠넷에서 방영된 리얼리티 프로그램으로서 JYP 엔터테인먼트의 새로운 걸 그룹을 결성하기 위한 경연회였다. 최종 합격자는 임나연, 유정연, 미나토자키 사나, 저우쯔위, 김다현, 묘이 미나, 박지효, 히라이 모모, 손채영으로, 이들 그룹은 트와이스로 데뷔했다.

## 개요
당초 7명만 선발하기로 기획되었으나 저우쯔위는 이 프로그램에 참가한 모든 연습생 중 인기 투표 득표수가 많아 추가 합격 되었고 모모는 JYP A&R 스탭들에게 성실성을 높게 평가 받아 추가 선발되었다. 탈락자인 전소미는 프로듀스 101에서 1위를 차지하여 그룹 아이오아이로 데뷔하였고, 그 후 YG 엔터테인먼트 산하 더 블랙 레이블로 이적하여, 솔로로 데뷔하였다. 지원은 아이돌 학교를 통해 프로미스9으로 데뷔하였으며 채연은 프로듀스48에서 최종 멤버로 선발되어 아이즈원으로 데뷔하였다. 채연과 함께 출연했던 채연의 여동생 채령은 JYP 엔터테인먼트의 걸그룹인 있지로 데뷔하였다. 나띠와 김은서는 2017년 지원과 함께 아이돌 학교에 출연하였으나 두 번째 탈락을 하며 고배를 마셨다. 이 후 나띠는 2020년 봄 스윙엔터테인먼트와 계약 후 솔로 데뷔했다. 김은서의 경우 아이돌 학교 탈락 이후 연습생 생활을 그만두었으나 2020년부터 개인 레슨을 받고 있다. 나띠는 솔로활동을 이어가다 2023년 KISS OF LIFE의 4인조 그룹으로 재데뷔 하였다.

## 참가자

### 목록
출연자의 나이는 첫 방송일인 2015년 5월 5일을 기준으로 한다.
| #  | 이름 | 생년월일               | 국적                       | 결과                                                        |
| -- | ---- | ---------------------- | -------------------------- | ----------------------------------------------------------- |
| 01 | 나연 | 1995년 9월 22일(19세)  | 대한민국                   | 트와이스                                                    |
| 02 | 정연 | 1996년 11월 1일(18세)  | 대한민국                   | 트와이스                                                    |
| 03 | 모모 | 1996년 11월 9일(18세)  | 일본                       | 트와이스 (JYP A&R 스탭 평가로 선발)                         |
| 04 | 사나 | 1996년 12월 29일(18세) | 일본                       | 트와이스                                                    |
| 05 | 지효 | 1997년 2월 1일(18세)   | 대한민국                   | 트와이스                                                    |
| 06 | 미나 | 1997년 3월 24일(18세)  | 일본, 미국                 | 트와이스                                                    |
| 07 | 다현 | 1998년 5월 28일(16세)  | 대한민국                   | 트와이스                                                    |
| 08 | 채영 | 1999년 4월 23일(16세)  | 대한민국                   | 트와이스                                                    |
| 09 | 쯔위 | 1999년 6월 14일(15세)  | 대만                       | 트와이스 (시청자 투표로 선발)                               |
| 10 | 민영 | 1998년 2월 27일(17세)  | 대한민국                   | 탈락 후 개인연습생 신분                                     |
| 11 | 지원 | 1998년 3월 20일(17세)  | 대한민국                   | 탈락 후 개인연습생 신분. 아이돌학교에 참가해프로미스 9 데뷔 |
| 12 | 채연 | 2000년 1월 11일(15세)  | 대한민국                   | 탈락 후 소속사 이적. PRODUCE 48 최종 12위로 아이즈원 데뷔   |
| 13 | 은서 | 2000년 11월 14일(14세) | 대한민국                   | 탈락 후 개인연습생 신분. 아이돌학교에 참가                  |
| 14 | 소미 | 2001년 3월 9일(14세)   | 대한민국, 캐나다, 네덜란드 | 탈락 후 PRODUCE 101 우승. 아이오아이 데뷔                   |
| 15 | 채령 | 2001년 6월 5일(13세)   | 대한민국                   | 탈락 후 ITZY 데뷔                                           |
| 16 | 나띠 | 2002년 5월 30일(12세)  | 태국                       | 탈락 후 KISS OF LIFE 데뷔. 아이돌학교에 참가                |

## 합격자
| #  | 이름 | 생년월일         | 국적       | 합격후 포지션      |
| -- | ---- | ---------------- | ---------- | ------------------ |
| 01 | 나연 | 1995년 9월 22일  | 대한민국   | 센터               |
| 02 | 정연 | 1996년 11월 1일  | 대한민국   | 리드보컬           |
| 03 | 모모 | 1996년 11월 9일  | 일본       | 서브보컬, 메인댄서 |
| 04 | 사나 | 1996년 12월 29일 | 일본       | 서브보컬           |
| 05 | 지효 | 1997년 2월 1일   | 대한민국   | 리더, 메인보컬     |
| 06 | 미나 | 1997년 3월 24일  | 일본, 미국 | 서브보컬, 메인댄서 |
| 07 | 다현 | 1998년 5월 28일  | 대한민국   | 리드래퍼           |
| 08 | 채영 | 1999년 4월 23일  | 대한민국   | 메인래퍼           |
| 09 | 쯔위 | 1999년 6월 14일  | 대만       | 서브보컬, 리드댄서 |

## 탈락자
| #  | 이름 | 생년월일         | 국적                       |
| -- | ---- | ---------------- | -------------------------- |
| 01 | 민영 | 1998년 2월 27일  | 대한민국                   |
| 02 | 지원 | 1998년 3월 20일  | 대한민국                   |
| 03 | 채연 | 2000년 1월 11일  | 대한민국                   |
| 04 | 은서 | 2000년 11월 14일 | 대한민국                   |
| 05 | 소미 | 2001년 3월 9일   | 대한민국, 캐나다, 네덜란드 |
| 06 | 채령 | 2001년 6월 5일   | 대한민국                   |
| 07 | 나띠 | 2002년 5월 30일  | 태국                       |

## 심사 평가
쯔위와 모모는 탈락자였다. 하지만 심사위원 박진영은 7인조로 구성해 봤지만 뭔가 부족해 보인다 하며 자신의 직권으로 2명을 선발했다. 박진영이 자신의 직권으로 쯔위와 모모를 트와이스의 멤버로 발탁한 이유는 다음과 같다.
- 쯔위는 식스틴 프로그램 방영 중 이뤄진 시청자 문자 투표에서 1위를 차지하여 추가 선발되었다.
- 모모는 탈락한 후에도 연습실에 나와 꾸준히 연습하는 모습을 보고 감동한 JYP 스탭들의 강력한 추천을 받아 추가 멤버로 발탁되었다.

다만 전소미의 경우 선발이 유력했음에도 불구하고 탈락했는데 박진영은 전소미도 직권으로 선발할 수 있었으나 선발하지 않았다. 이에 대해 박진영은 전소미가 "아직 댄스 실력이 다소 부족하여 더 연습을 해야 한다"는 말로 전소미를 탈락시킨 이유를 설명했다.

## 같이 보기
- 트와이스